# Cunewalde
Cunewalde är en kommun och ort i Landkreis Bautzen i förbundslandet Sachsen i Tyskland.